# نوی‌اشتات بای کبورگ
شهر نوی‌اشتات بای کبورگ (به آلمانی: Neustadt bei Coburg) در ایالت بایرن در کشور آلمان واقع شده‌است.